# Cyril Musil
Cyril Musil, född 1907, död 1977, var en tjeckoslovakisk längdåkare som tävlade under 1930-talet.
Musil var med i det tjeckoslovakiska stafettlag som slutade tvåa vid VM 1933 i Innsbruck. Han deltog även vid OS 1936 där han slutade på femte plats i stafetten. 